# Vrbovec
Vrbovec  (udtale: [ʋr̂boʋet͡s]) er en by i storbyområdet og distriktet Zagreb , beliggende i det nordlige Kroatien omkring 32 km nordøst for byen Zagreb. I folketællingen 2021 havde byen 13.052 indbyggere.

## Historie
Vrbovec blev første gang nævnt i skriftlige dokumenter dateret 21. april 1244. Dokumentet ligger i dag i ærkebiskoppens arkiv i Zagreb, i serielle Privilegia. Den blev udgivet af kroatisk-ungarske Kong Bela 4., hvor feudaljorden blev givet til en grev Junk søn af Izak fra Ravno (landsby), og bekræftet af Koloman (bror til kong Bela).
Flysammenstødet ved Zagreb 1976 (en) hvor 176 mennesker blev dræbt. fandt sted nær Vrbovec den 10. september 1976.